# Pierre de Blois
Pour les articles homonymes, voir Blois (homonymie).
Pierre de Blois (en latin Petrus Blesensis) (v. 1135 – v. 1203) est un diplomate et poète latin du Moyen Âge.

## Biographie
Originaire de Vienne-lez-Blois, il étudie le droit et la théologie à l'école cathédrale de Paris et fut disciple de Jean de Salisbury. C'est probablement pendant ses années d'études qu'il compose un certain nombre de textes en latin, dont certains ont été préservés dans la collection de Carmina Burana.
Pierre se rend par la suite dans le royaume de Sicile où il deviendra en 1167 le tuteur du jeune roi Guillaume II. Pierre ne se plaît pas en Sicile, et dans une lettre adressée à l’évêque de Syracuse, il écrira que l'île est « désagréable à cause de son air, et désagréable par le mal de ceux qui y vivent, de sorte qu’elle me semble odieuse et presque inhabitable ».
Autour de 1173, il s'établit en Angleterre, où il sert Henri II et Thomas Becket comme secrétaire. Il rentre ensuite au service d'Aliénor d'Aquitaine, veuve d'Henri II.

## Œuvres en ligne
- (la) De duodecim utilitatibus tribulationis
- (la) Lettres

## Citation
« Il y a deux choses pour lesquelles tout fidèle doit résister jusqu'au sang : la justice et la liberté. »

« Qu'aboient les chiens, que grognent les porcs ! Je n'en resterai pas moins spectateur des anciens... Nous sommes comme des nains sur les épaules de ces géants : si nous voyons plus loin qu'eux, c'est grâce à eux...».